# Herb gminy Zawidz
Herb gminy Zawidz – symbol gminy Zawidz, autorstwa Grzegorza Goczyńskiego, ustanowiony 27 sierpnia 1992.

## Wygląd i symbolika
Herb przedstawia na tarczy w polu zielonym otoczonym żółtą bordiurą srebrną głowę orła ze złotą koroną i kłosem zboża w dziobie, wychodzącą zza niebieskiej podkowy z żółtym napisem „GMINA ZAWIDZ”.